# Parc national de Pin Valley
Le parc national de Pin Valley est un parc national situé dans l'État du Himachal Pradesh en Inde.

## Situation
Déclaré parc national en 1987, Pin Valley est situé dans la région désertique de la vallée de Spiti.
Avec ses zones enneigées, en haute altitude, inexplorées, le parc forme un habitat naturel pour de nombreux animaux en danger tel que l'once (léopard des neiges) et le bouquetin de Sibérie.
Le parc est situé au sud de Dhankar dans le district de Lahaul et Spiti près de la frontière tibétaine. Avant la fusion des districts de Lahaul et Spiti en 1960, le parc marquait la frontière entre ces deux districts. L'altitude du parc varie de 3 500 m près de ka Dogri, jusqu'à plus de 6 000 m pour son point culminant.
À travers l'histoire, la culture tibétaine a prévalu dans les abords du parcs, visible à travers les lamas, les tombeaux, les monastères et la culture bouddhiste de ses résidents, ...

## Flore et faune
À cause de sa haute altitude et de ses températures extrêmes, la végétation dans cette zone est rare et la plupart du temps dominée par des arbres alpins, et dans une moindre mesure par des cèdres de l'Himalaya et quelques rares plantes médicinales. En été, les fleurs décorent la vallée avec des teintes surprenantes. Concernant les animaux, de rares oiseaux tel que le tétraogalle de l'Himalaya, la perdrix choukar, le lerva des neiges et la niverolle alpine vivent dans le secteur.